# Tuinder- of Kogjespolder
De Tuinder- of Kogjespolder is een polder en een voormalig waterschap in de Nederlandse provincie Zuid-Holland in de toenmalige gemeente Warmond, thans gemeente Teylingen.

## Geschiedenis
Het waterschap werd op 9 maart 1686 gesticht door samenvoeging van de waterschappen De Tuinderpolder en De Kogjespolder.

De Kogjespolder werd vóór 1633 gesticht. De Tuinderpolder werd vóór 1686 gesticht. Waarschijnlijk zijn de beide polderbesturen in de eerste helft van de 17e eeuw opgericht. Het waterschap was verantwoordelijk voor de drooglegging en later de waterhuishouding in de polders, die naast elkaar liggen en samen een eiland vormen in de Kagerplassen. Dit polder-eiland ligt derhalve lager dan het waterpeil van de omringende plassen.

## Heden
Tegenwoordig bemaalt de molen De Kok uit 1809 de Kogjespolder op vrijwillige basis. De polder is uitsluitend per boot bereikbaar en het grootste deel van de polder heeft een agrarische bestemming en is in bezit van Staatsbosbeheer.

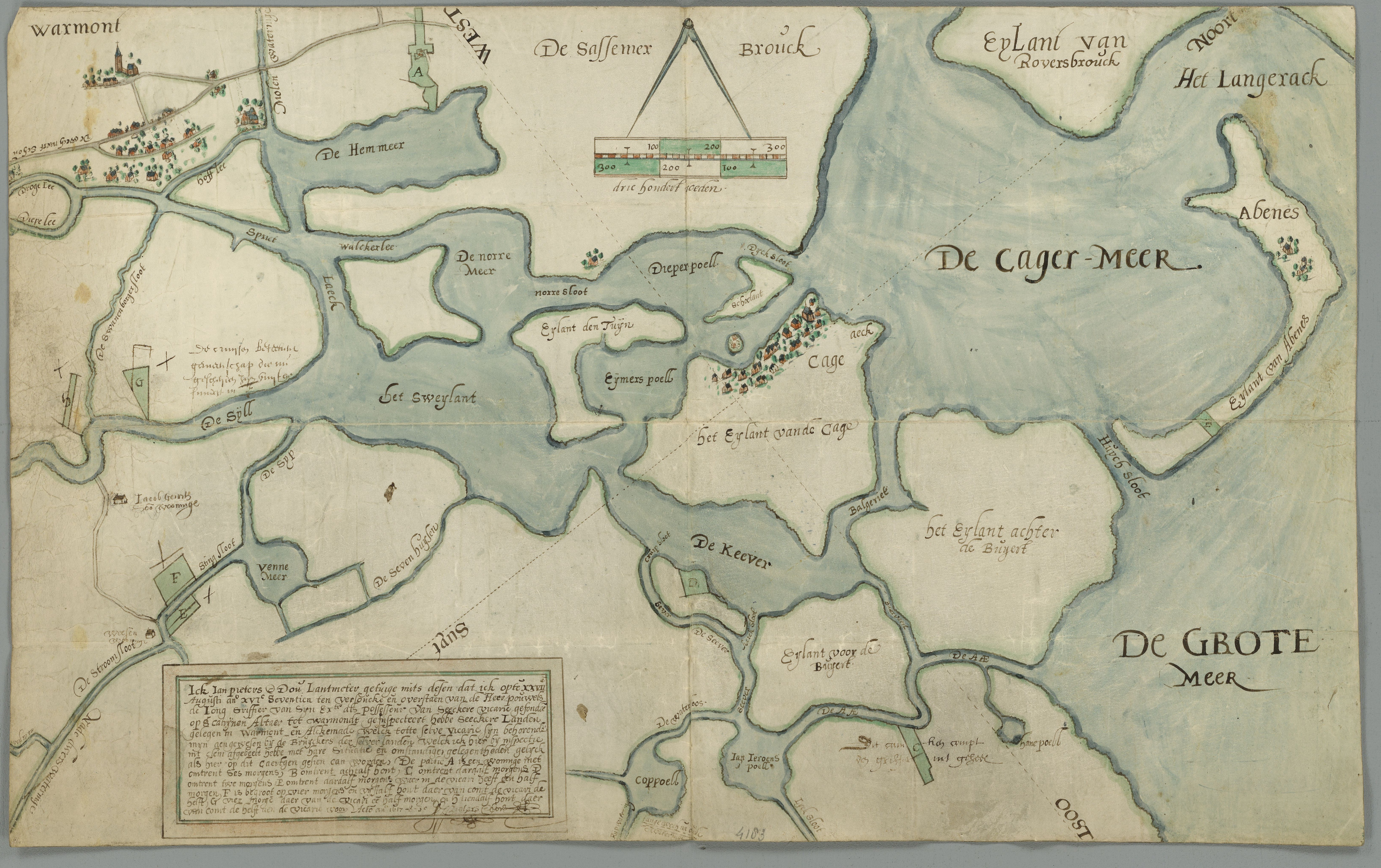
Het "Eylant den Tuijn" op een kaart van de Kagerplassen uit 1617
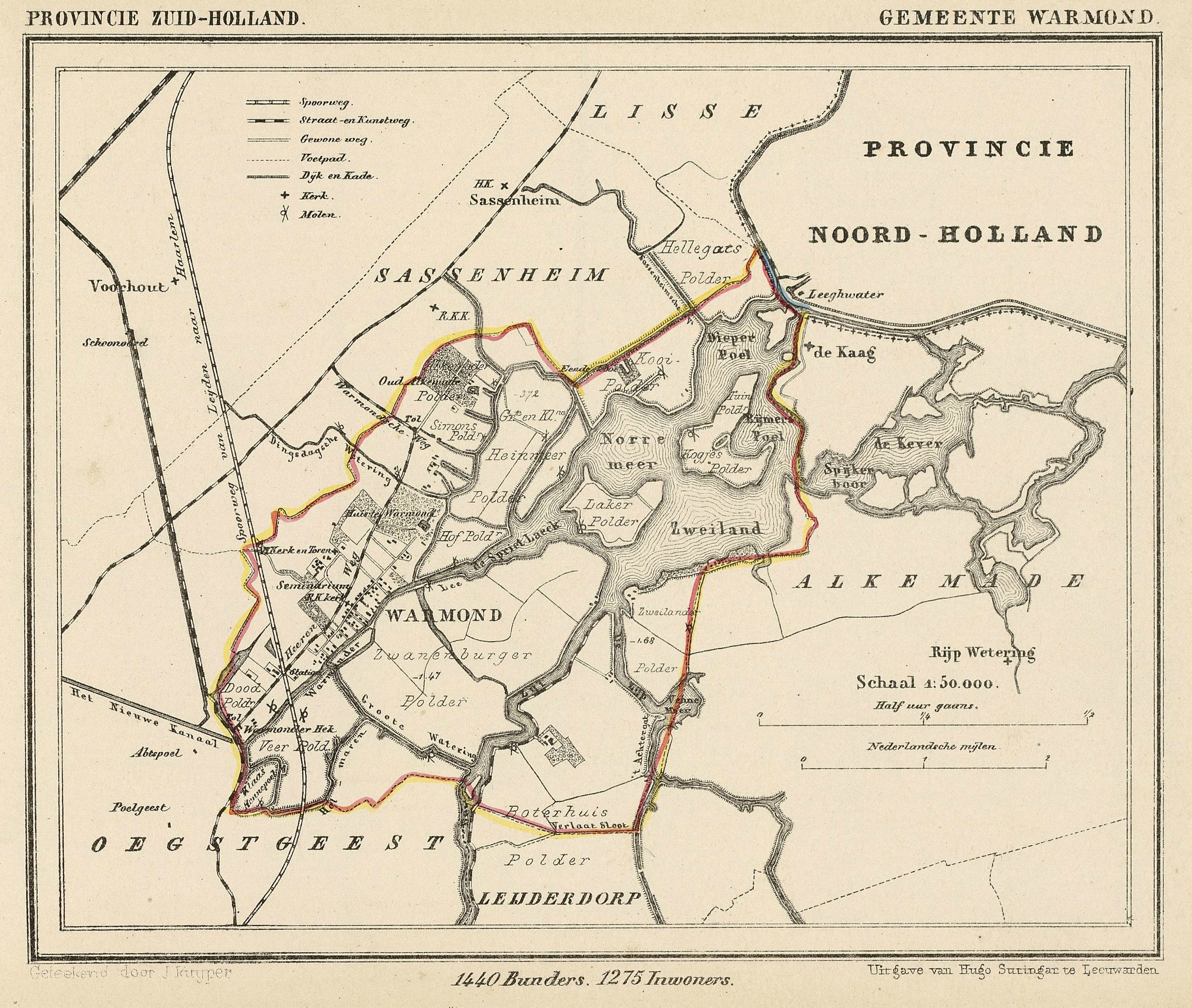
De Tuinder- of Kogjespolder wordt op deze kaart van de voormalige gemeente Warmond uit ca. 1865 nog aangeduid als twee aparte polders: de Tuin Polder en de Kogjes Polder
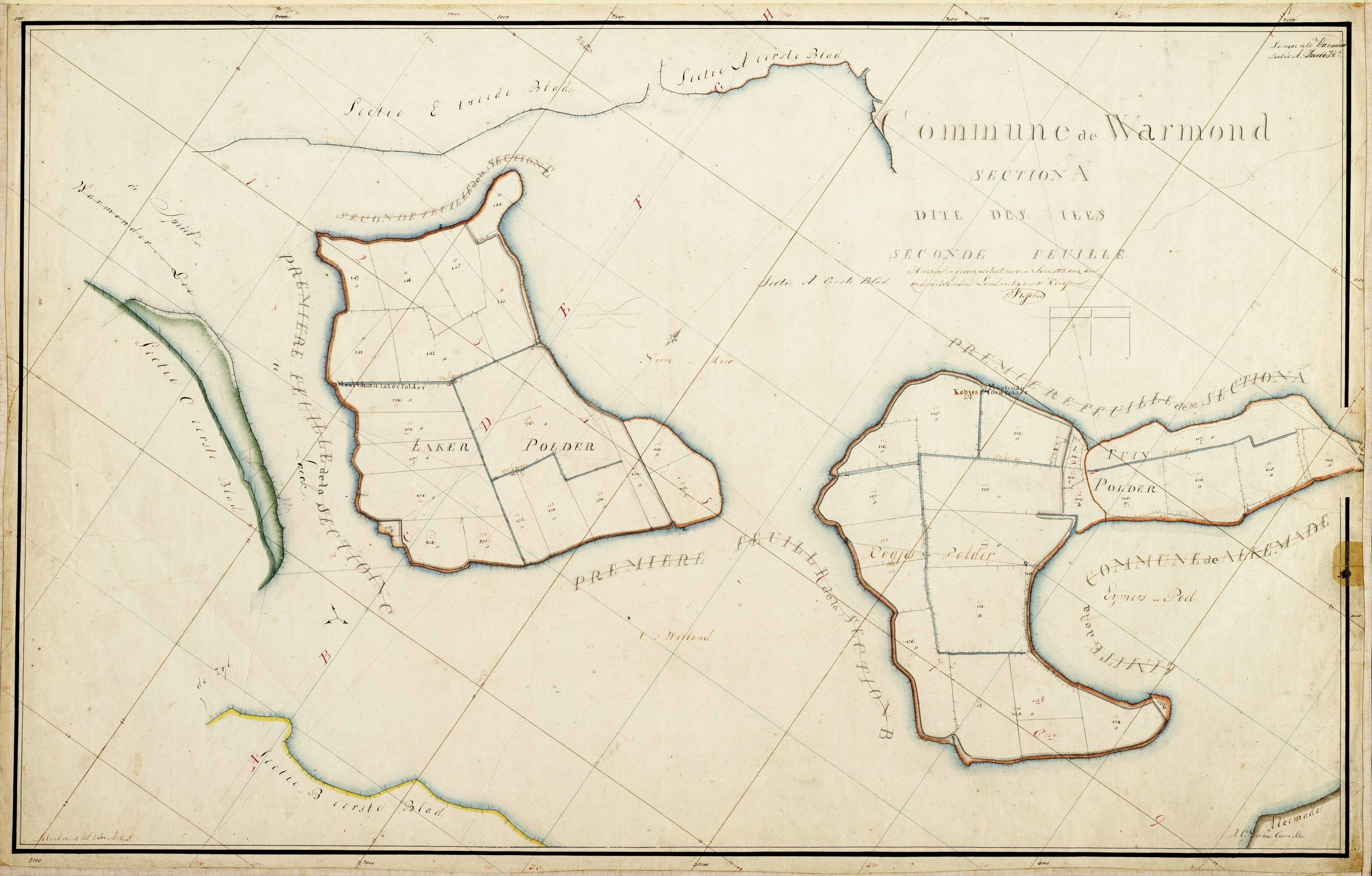
Kadasterkaart uit 1818 met de Tuin Polder en de Kogjes Polder